# 苏共中央主要领导人列表
苏联共产党中央委员会总书记（俄語：Генеральный секретарь ЦК КПСС）是苏联共产党领袖的头衔。在俄国历史上，这个职位往往是苏联最高领导人的代名词。除总书记外，其先后有过4个不同的名称，1917-1918年称为专职书记，1918-1919年称为书记处书记，1919-1922年称为责任书记，1953-1966年称第一书记。斯大林将这一职位从共产党的领袖提升为苏联名义上和实际上的最高领导人。

## 历史
专职书记和书记处书记时期，这一职位主要行使的是秘书类的工作职责，1919年建立的责任书记一职首先引入了行政职能，1922年建立的总书记一职已经成为一个纯粹的行政管理职位，其职责不过是决定党员的成分。首任总书记斯大林利用民主集中制的原则将这一职务转变成党派的领导人，之后再变成整个苏联的领导人。
1934年，苏共第17届党代会没有选举斯大林连任总书记，但他的其他职位全部获得了连任，并继续担任党的最高领导人，权力上也没有任何的削弱。
1950年代，斯大林逐渐停止总书记的日常工作，将之留给格奥尔基·马克西米利安诺维奇·马林科夫进行处理，有来源认为这可能是对后者作为潜在继任人选的考验。在1952年10月的苏共第19届党代会上，斯大林重组了党的领导班子。他通过马林科夫表示自己因年事已高，希望可以辞去总书记一职。但与会代表由于不敢肯定斯大林的真实意图，因此拒绝了这一要求。最终，大会上正式废除了总书记一职，不过斯大林仍然保持着党内书记的职务，并且保持着对党的主控权。1953年3月5日斯大林去世时，马林科夫是中央书记处最核心的一位成员，其他成员还包括尼基塔·謝爾蓋耶維奇·赫魯曉夫等人。马林科夫一开始当选为苏联部长会议主席（总理），但于1953年3月14日被迫辞去书记处的职务，赫鲁晓夫成为苏共党内的一把手并在贝利亚被捕后掌握了实权。1953年9月14日，赫鲁晓夫当选为中央委员会第一书记，他本是集体领导的一员，但通过1955和1957年把马林科夫、莫洛托夫等政敌清除后，身为第一书记的赫鲁晓夫也掌握了至高无上的权力。
1964年，在中央政治局和中央委员会的作用下，赫鲁晓夫被解除了第一书记的职务。列昂尼德·伊里奇·勃列日涅夫继任后，该职位于1966年更名为总书记。勃列日涅夫统治时期，集体领导制度成功地限制了总书记的权力和职能，之后的两任总书记尤里·弗拉基米罗维奇·安德罗波夫及康斯坦丁·乌斯季诺维奇·契尔年科都受到这一规则的制约。1985年米哈伊尔·谢尔盖耶维奇·戈尔巴乔夫担任总书记一职后，苏联共产党逐渐失去了对政治和国家权力的垄断。1990年的苏联人民代表大会投票废除1977年苏联宪法的第6条，这意味着苏联共产党不再是“苏联社会中的领导和指导力量”，总书记一职的权力也大幅削弱。戈尔巴乔夫在之后的任期内以新设立的蘇聯總統一职继续统治国家。八一九事件失败后，戈尔巴乔夫于1991年8月24日宣布辞去总书记一职，副手弗拉基米尔·伊瓦什科继任为代理总书记。仅仅5天之后，俄罗斯总统鲍里斯·尼古拉耶维奇·叶利钦宣布暂停所有共产党活动。政党被取缔后，奥列格·西蒙诺维奇·舍宁于1993年建立了共产党联盟－苏联共产党，其作用是恢复苏联共产党的框架，拥有许多前苏联加盟共和国的成员。截至2013年7月，该组织的领导人是根纳季·安德烈耶维奇·久加诺夫，他同时也是俄罗斯联邦共产党的第一书记。
自1922年苏共中央总书记一职成为苏联最高领导人的象征后，除赫鲁晓夫（1964年因政变下台）和戈尔巴乔夫（1991年苏联解体）以外的苏共中央总书记皆终身担任该职务。

## 苏共中央主要领导人列表
| 姓名 （生卒年）                                               | 肖像                                                | 任期                                                | 备注 |
| 俄国社会民主工党中央委员会专职书记（1917年—1918年）           | 俄国社会民主工党中央委员会专职书记（1917年—1918年） | 俄国社会民主工党中央委员会专职书记（1917年—1918年） | 俄国社会民主工党中央委员会专职书记（1917年—1918年） |
| ------------------------------------------------------------- | --------------------------------------------------- | --------------------------------------------------- | --- |
| 叶莲娜·斯塔索娃 （1873年—1966年）                             |                                                     | 1917年4月—1918年                                    | 作为专职书记，斯塔索娃和自己的4位女性部下主要负责维持政党在各地的分支机构，分配工作，保持财务记录，分配党费，制定党的结构性政策以及人事任命。 |
| 俄国共产党（布尔什维克）中央委员会书记处书记（1918年—1919年） |                                                     |                                                     | |
| 雅科夫·斯维尔德洛夫 （1885年—1919年）                         |                                                     | 1918年—1919年3月16日                                | 斯维尔德洛夫一直任职到他于1919年3月16日逝世。他在任上主要负责的是程序而非政治性的事务。 |
| 叶莲娜·斯塔索娃 （1873—1966年）                               |                                                     | 1919年3月—1919年12月                                | 书记处书记一职取消后由责任书记一职取代，但斯塔索娃没有被认为是这一职位的有力竞争人选。 |
| 俄国共产党（布尔什维克）中央委员会责任书记（1919—1922年）     |                                                     |                                                     | |
| 尼古拉·克列斯京斯基 （1883—1938年）                           |                                                     | 1919年12月—1921年3月                                | 担任责任书记期间，克列斯京斯基的职务更像是一名秘书，考虑到他也是苏共中央政治局、组织部和书记处的成员，这一职位显得较为卑微。另外，克列斯京斯基也从未像之后斯大林担任总书记时那样把自己的职位建立成一个更强大和独立的权力。                                                     |
| 维亚切斯拉夫·莫洛托夫 （1890—1986）                           |                                                     | 1921年3月—1922年4月                                 | 1921年3月，莫洛托夫在俄共第10届党代会上当选为责任书记。大会还决定责任书记应该出席中央政治局全会，莫洛托夫也因此成为中央政治局的候补委员。 |
| 全联盟共产党（布尔什维克）中央委员会总书记（1922年—1952年）   |                                                     |                                                     | |
| 约瑟夫·斯大林 （1878年—1953年）                               |                                                     | 1922年4月3日—1952年3月5日                           | 斯大林利用总书记一职为自己获得巨大的权力。在1934年的第17次党代会上，斯大林没有正式连任总书记，这一职位之后也较少提及。但斯大林继续把持着其他几个最重要的职位，并保有所有的权力。1952年10月16日的第19次党代会上正式废除了总书记一职，但斯大林仍然担任书记并保有至高无上的权力。 |
| 苏联共产党中央委员会第一书记（1953年—1966年）                 |                                                     |                                                     | |
| 尼基塔·赫鲁晓夫 （1894年—1971年）                             |                                                     | 1953年9月14日—1964年10月14日                        | 赫鲁晓夫于1953年9月14日以第一书记之名重新建立了这一职务，1957年，他差一点被解除职务。格奥尔基·马林科夫担心第一书记拥有几乎不受限制的权力。列昂尼德·伊里奇·勃列日涅夫于1964年10月14日取代赫鲁晓夫当选新任第一书记。                                                             |
| 列昂尼德·勃列日涅夫 （1906年—1982年）                         |                                                     | 1964年10月14日—1966年4月8日                         | 第一书记一职在苏联共产党第二十三次代表大会上更名为总书记。 |
| 苏联共产党中央委员会总书记（1966年—1991年）                   |                                                     |                                                     | |
| 列昂尼德·勃列日涅夫 （1906年—1982年）                         |                                                     | 1966年4月8日—1982年11月10日                         | 起初，集体领导中没有明确的最高领袖，勃列日涅夫和总理阿列克谢·柯西金以同等权力执政。但到了1970年代，勃列日涅夫的影响力超过了柯西金，他通过避免任何较为激进的改革得以保持这样的支持。勃列日涅夫统治时期，总书记的权力和职能受到集团领导的限制。                                  |
| 尤里·安德罗波夫 （1914年—1984年）                             |                                                     | 1982年11月12日—1984年2月9日                         | 作为勃列日涅夫葬礼安排、管理和准备委员会主席而为人所知的安德罗波夫被视为最有希望继任总书记的人选。他的统治权力和前任勃列日涅夫一样受到集体领导的限制。 |
| 康斯坦丁·契尔年科 （1911年—1985年）                           |                                                     | 1984年2月13日—1985年3月10日                         | 契尔年科当选总书记一职时已是72岁高龄，并且健康状况急剧恶化，他的统治权力和前任安德罗波夫及勃列日涅夫一样受到集体领导的限制。 |
| 米哈伊尔·戈尔巴乔夫 （1931年—2022年）                         |                                                     | 1985年3月11日—1991年8月24日                         | 1990年的苏联人民代表大会投票废除1977年苏联宪法的第6条，这意味着苏联共产党不再是“苏联社会中的领导和指导力量”，总书记一职的权力也大幅削弱。戈尔巴乔夫在之后的任期内以新设立的蘇聯總統一职继续统治国家。他于1991年8月24日，八一九事件后辞职。                                     |
| 弗拉基米尔·伊瓦什科 （1932年—1994年）                         |                                                     | 1991年8月24日—1991年8月29日                         | 伊瓦什科在第28届党代会上当选副总书记。戈尔巴乔夫辞职后，他继任代理总书记，但由于无所作为，苏联共产党在短短5天后的1991年8月29日受到取缔。 |